# Altes Postgebäude (Ostende)

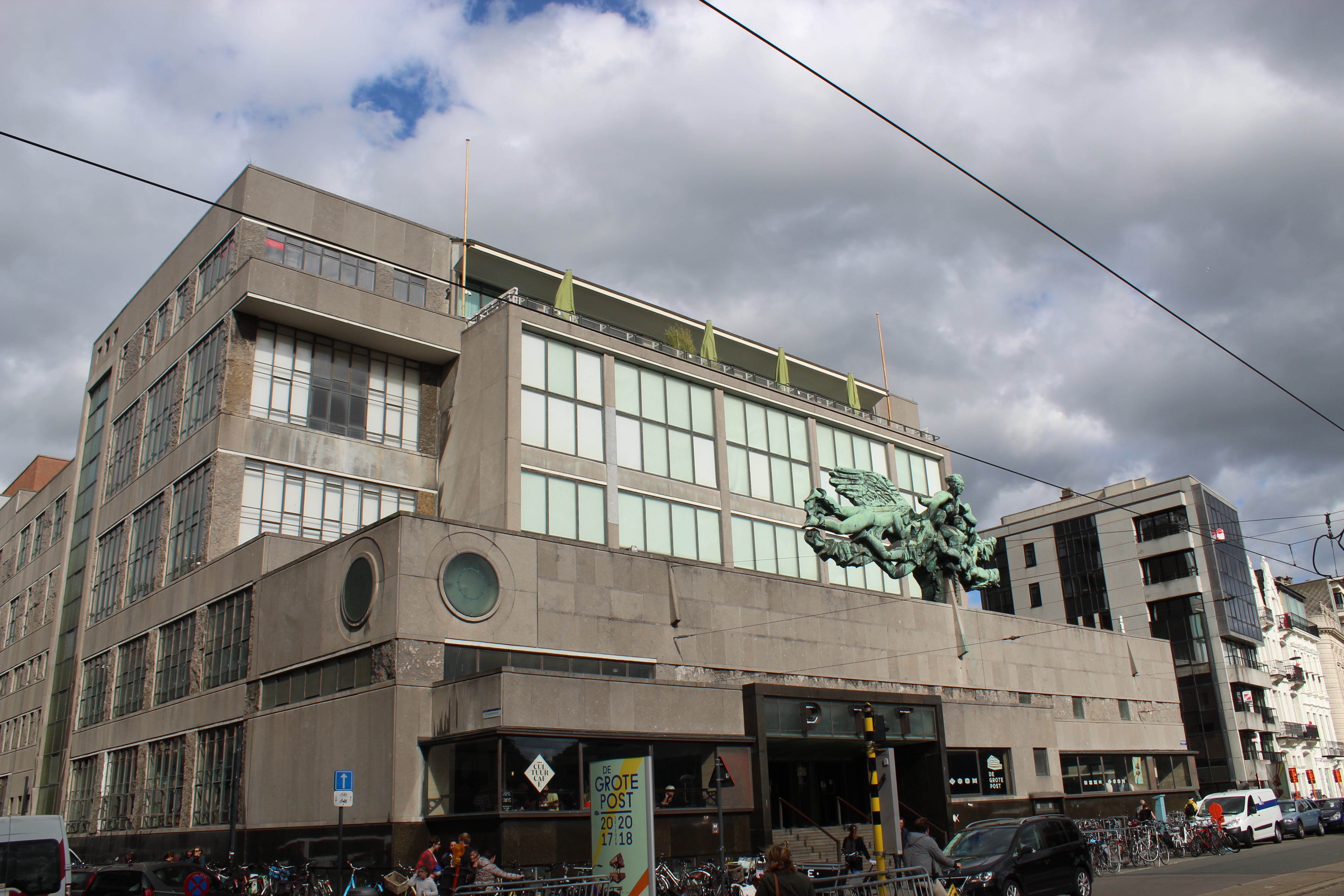
Altes Postgebäude Oostende

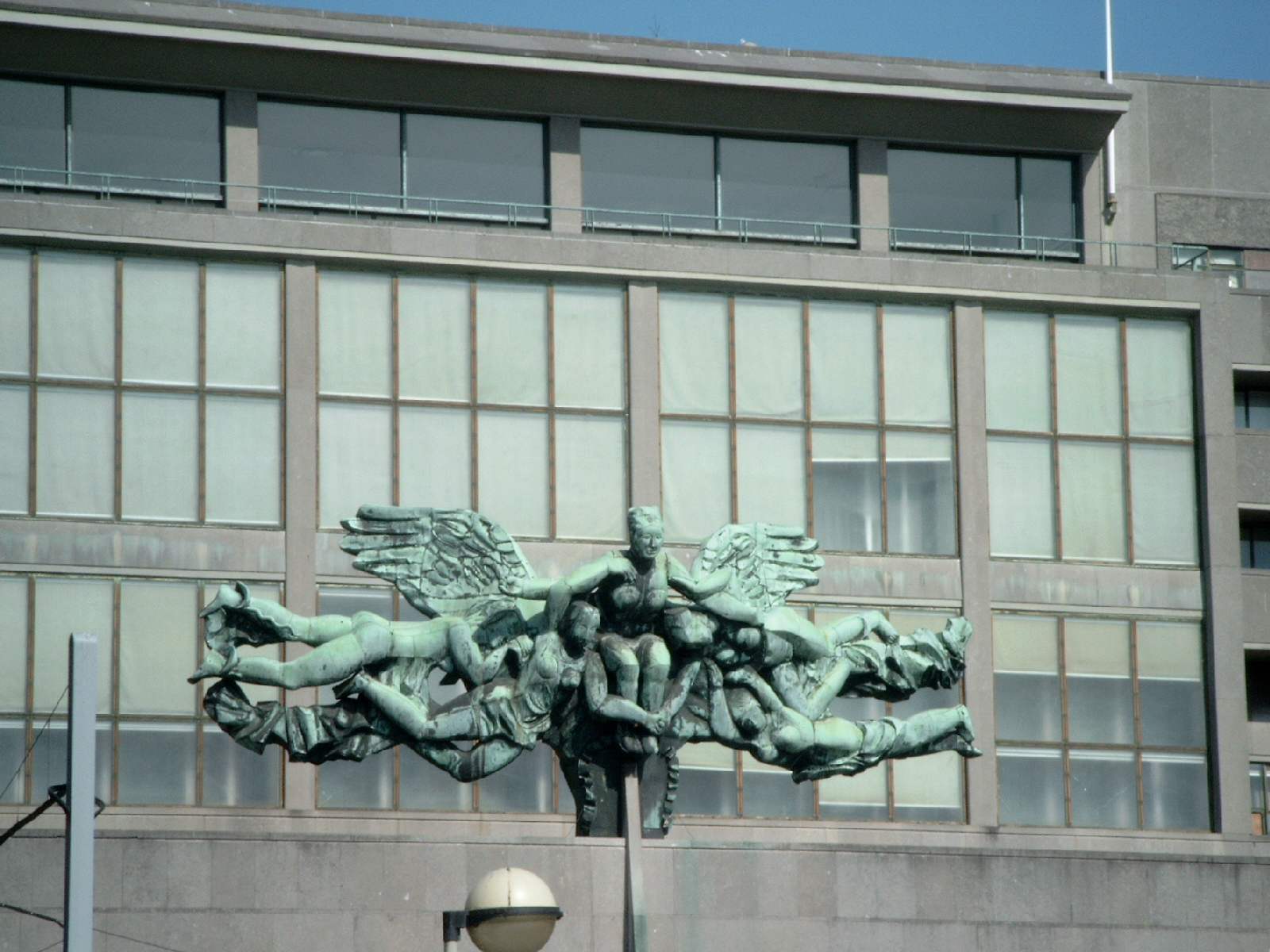
Kupferplastik von Jozef Cantré

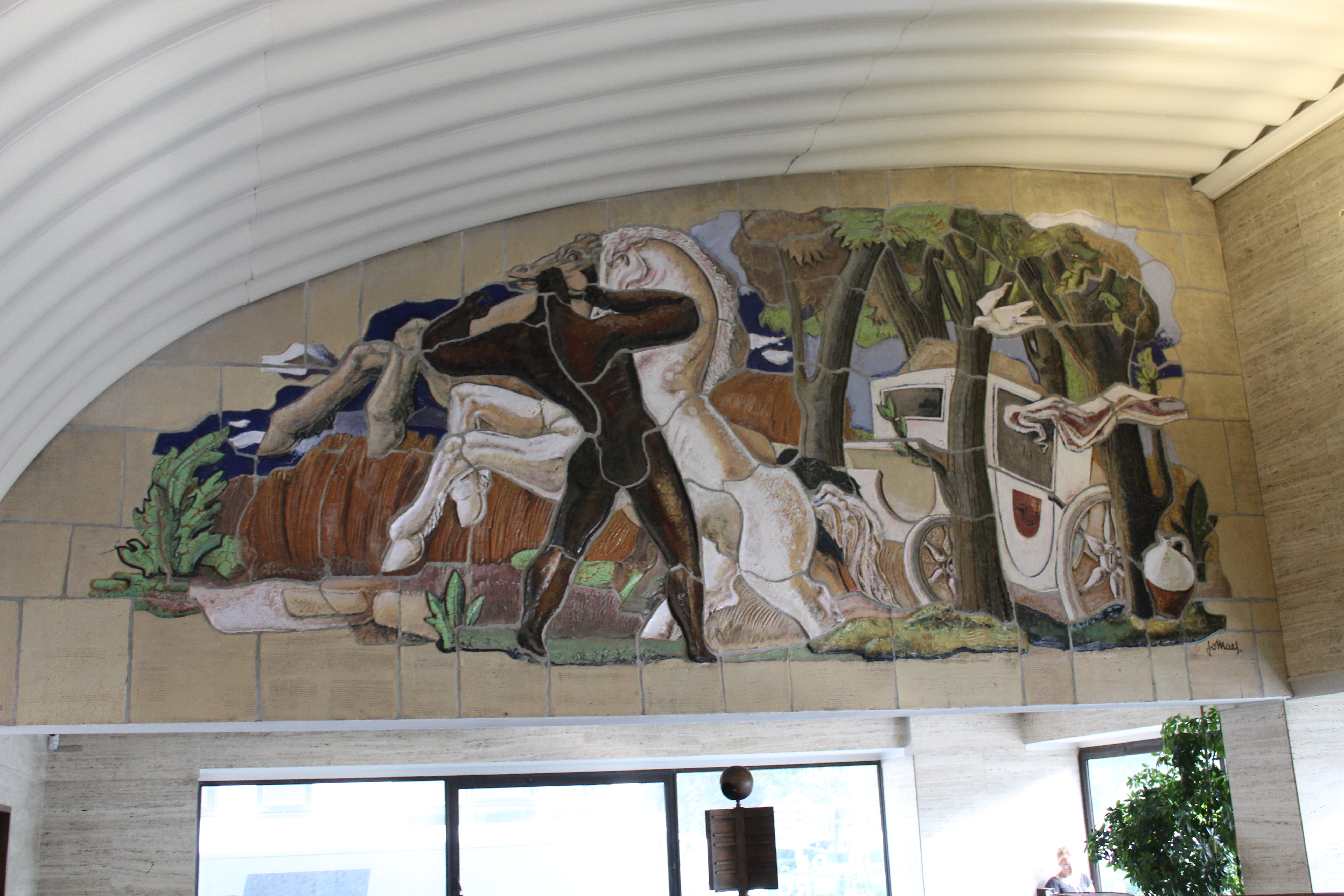
Keramisches Reliëf 1 von Jo Maes

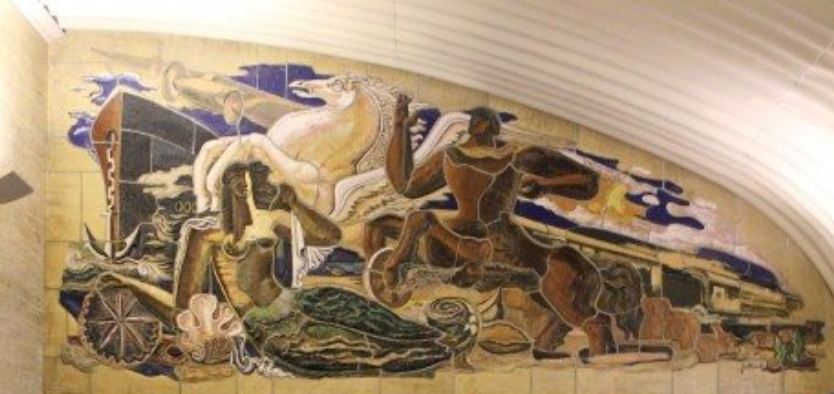
Keramisches Reliëf 2 von Jo Maes

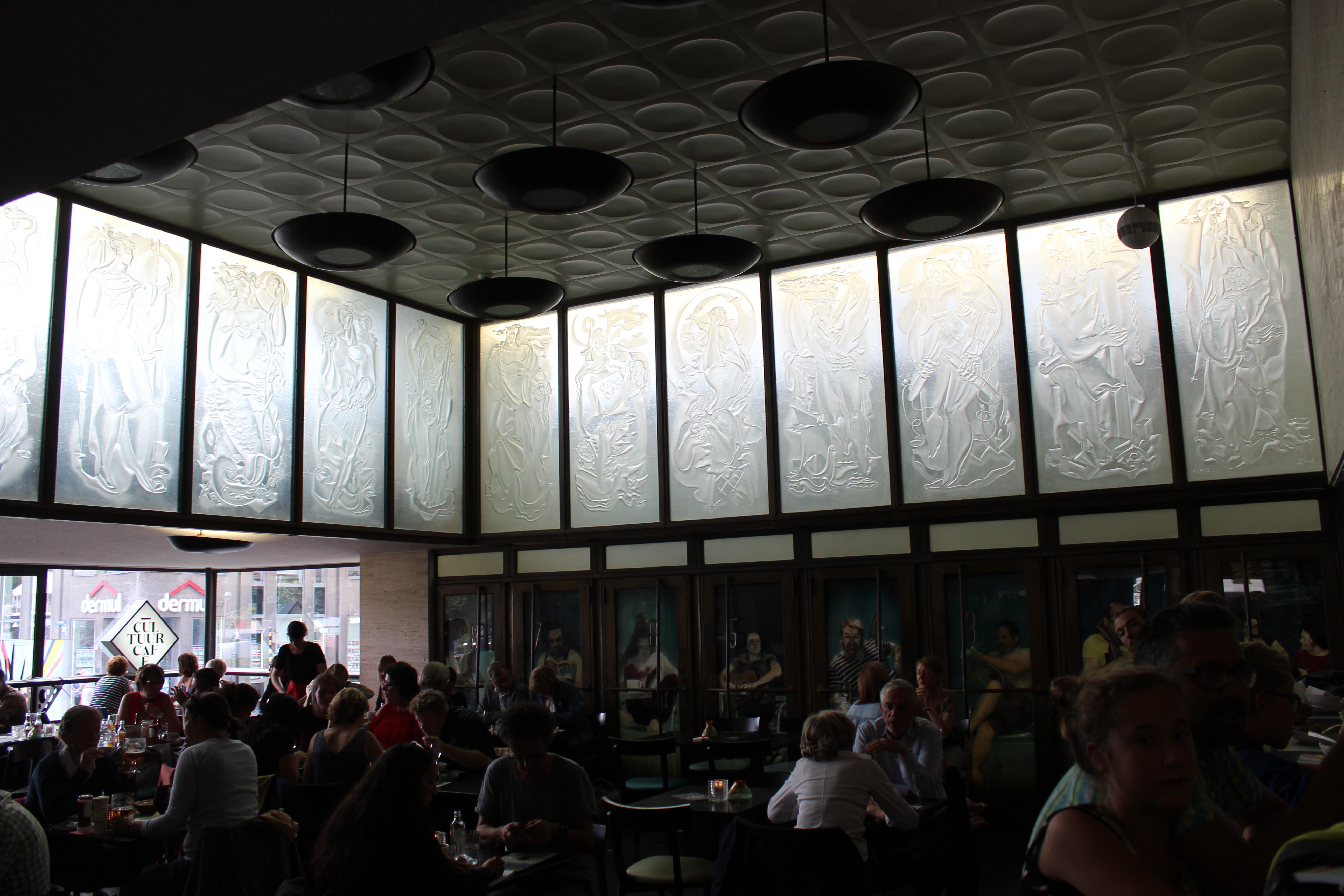
Glasreliëfs von Jo Maes im Kulturcafé

Das Alte Postgebäude von Ostende diente bis 1999 als Postamt der flämischen Stadt Ostende und befindet sich in der Hendrik Serruyslaan 18. Es wurde in den Jahren 1947–1953 nach dem Entwurf des Architekten und Designers Gaston Eysselinck erbaut. Seit Dezember 2012 wird das Gebäude als Kulturzentrum De Grote Post genutzt.

## Geschichte
Nachdem im Zweiten Weltkrieg das damalige Postamt durch Bombardierung zerstört worden war, wurde in den Jahren 1947–1953 an gleicher Stelle ein neues Postgebäude errichtet. Der Profanbau inklusive des Mobiliars wurde von Gaston Eysselinck entworfen. Fand das Bauwerk in den Nachkriegsjahren zunächst nur wenig Anerkennung, so wurde es im Jahr 1981 von den Flämischen Behörden als denkmalgeschützt klassifiziert. Im Jahr 2009 wurde es dann in die Liste des Kulturellen Erbes aufgenommen.
Im Jahr 1995 lagerte die Belgische Post ihre Logistik in ein neues Sortierzentrum aus. 1999 wurde dann auch der Postschalterbetrieb eingestellt und so die Nutzung des Gebäudes umfassend aufgegeben. Danach stand der Bau nahezu vollständig leer. 2003 entschloss sich die Stadt Ostende, neue Eigentümerin zu werden. Sie verfolgte damit das Ziel, dem denkmalgeschützten Gebäude als Kulturzentrum eine neue Bestimmung zu geben. Die Umbau- und Renovierungspläne wurden 2009 durch die zuständigen Aufsichtsbehörden genehmigt. Das Architektenbüro „B-architecten“ aus Antwerpen erhielt daraufhin den Auftrag für den aufwendigen Umbau. Im Dezember 2012 wurde das Kulturzentrum „De Grote Post“ eröffnet.

## Exterieur
An der Stirnseite des Gebäudes befindet sich eine monumentale Kupferplastik des flämischen Künstlers Jozef Cantré. Es trägt den Titel „Die Kommunikationsmedien“ (nl: De Communicatiemedia) oder „Einheit der Welt durch Telefonie, Telegrafie und Briefverkehr“ (nl: Eenheid van de wereld door de telefonie, telegrafie en postverkeer). Das Kunstwerk zeigt eine nackte Göttin, die von vier weiblichen Figuren umringt wird. Diese sollen die unterschiedlichen menschlichen Ethnien repräsentieren.
Über dieses Kunstwerk gab es zwischen dem Bauherren und dem Architekten Eysselinck starke Meinungsverschiedenheiten. 1953 wurde Eysselinck unter anderem auch deshalb der Zugang zur Baustelle verwehrt. Erst im Jahr 1963, nach dem Tod von Eysselinck und Cantré, wurde die Plastik aufgestellt.

## Interieur
In die Eingangshalle gelangt man durch drei Drehtüren. Das ursprüngliche Gebäudekonzept führte die Kundschaft durch die beiden rechten Türen in den Schalterbereich der Brief- und Paketpost (PTT – Post, Telegraaf en Telefoon in België), und durch die linke Tür in den Bereich für Telegrafie und Telefonie (RTT – Regie voor Telegraaf en Telefoon).
Die Decke im Bereich der Brief- und Paketpost besitzt die Form eines Halbkorbes. An den beiden Giebelseiten befinden sich zwei große keramische Mosaikreliefs des Künstlers Joe Maes. Das Motiv im östlichen Giebel trägt den Titel „Der Postverkehr in der Vergangenheit (nl: Het postverkeer in het verleden)“, das im westlichen „Der Postverkehr in der Zukunft (nl: Het postverkeer in de toekomst)“. Maes Arbeiten sind geprägt von einer heroischen und allegorischen Darstellungsweise. Das Gesamtensemble dieser Schalterhalle blieb nach der Umwidmung des Gebäudes unverändert.
Der Kundenbereich Telegrafie und Telefonie weist weitere Arbeiten von Joe Maes auf. Die insgesamt 14 gesandstrahlten Glasreliefs zeigen allegorische Abbildungen, welche chronologisch die Entwicklung der Telegrafie und Telefonie darstellen sollen. Dieser Bereich des alten Postgebäudes dient heute als Café des Kulturzentrums.